# Oenothera berlandieri
Oenothera berlandieri är en dunörtsväxtart. Oenothera berlandieri ingår i släktet nattljussläktet, och familjen dunörtsväxter.

## Underarter
Arten delas in i följande underarter:
- O. b. berlandieri
- O. b. pinifolia